# Kapuskasing Airport
Kapuskasing Airport är en flygplats i Kanada. Den ligger i den sydöstra delen av landet, 700 km nordväst om huvudstaden Ottawa. Kapuskasing Airport ligger 226 meter över havet.
Terrängen runt Kapuskasing Airport är platt. Runt Kapuskasing Airport är det ganska tätbefolkat, med 52 invånare per kvadratkilometer.. Närmaste större samhälle är Kapuskasing, 2,5 km öster om Kapuskasing Airport. 
I omgivningarna runt Kapuskasing Airport växer i huvudsak blandskog.